# Taininbeka
Taininbeka je neobydlený fidžijský atol. Je součástí Ringgoldových ostrovů ležících na východě Vanua Levu. Atol leží na 16,04° jižní šířky a 179,09° východní délky.